# Епархия Сальто
Епархия Сальто (лат. Dioecesis Saltensis in Uruguay) — епархия Римско-Католической Церкви с центром в городе Сальто, Уругвай. Епархия Сальто распространяет свою юрисдикцию на департаменты Артигас, Сальто, Пайсанду и Рио-Негро. Епархия Сальто входит в митрополию Монтевидео. Кафедральным собором епархии Сальто является церковь святого Иоанна Крестителя в городе Сальто.

## История
14 апреля 1897 года Святой Престол учредил епархию Сальто, выделив её из архиепархии Монтевидео.
15 ноября 1955 года и 17 декабря 1960 года епархия Сальто передала часть своей территории для возведения новых епархий Сан-Хосе-де-Майо и Мерседеса.

## Ординарии епархии
- епископ Tomás Gregorio Camacho (3,07.1919 — 20.05.1940);
- епископ Alfredo Viola (20.05.1940 — 1.01.1968);
- епископ Marcelo Mendiharat Pommies (1.01.1968 — 8.03.1989);
- епископ Daniel Gil Zorrilla — (8.03.1989 — 16.05.2006)
- епископ Пабло Галимберти ди Вьетри (16.05.2006 — 24.07.2018)
- епископ Фернандо Мигель Хиль Эйснер SJ[1] — (24.07.2018 — 17.01.2020)
- епископ Arturo Fajardo (с 15.06.2020) — по настоящее время).

## Источник
- Annuario Pontificio, Libreria Editrice Vaticana, Città del Vaticano, 2003, ISBN 88-209-7422-3